# Pedrera des Molar
La pedrera des Molar és una pedrera prehistòrica de cronologia incerta situada al lloc anomenat Es Molar, a la urbanització de Cala Pi, al municipi de Llucmajor, Mallorca. Aquesta pedrera s'emprà bàsicament per obtenir moles de molí, com les descobertes en al pròxim Poblat talaiòtic de Capocorb Vell.